# تشارلز ألين (مؤرخ)
تشارلز ألين (بالإنجليزية: Charles Allen) هو مؤرخ وكاتب بريطاني، ولد في 1940 في كانبور في الهند.